# Uuemaarahu
Uuemaarahu é uma pequena ilha do Mar Báltico que pertence à Estónia.
Uuemaarahu encontra-se a 1 km a sudeste da ilha de Hellamaa no Estreito de Väinameri. Pertence ao município administrativo de Pühalepa, condado de Hiiu (estoniano: Hiiu maakond) e faz parte da reserva da paisagem do ilhéu de Hiiumaa.
O ilhéu é uma importante área de muda para uma abundante variedade de aves, tais como o cisne branco, o alcatraz-comum, a gaivota-parda, o ostraceiro, a andorinha do ártico, o êider-edredão, o ganso-bravo, o pato-real, o mergulhão, a philomachus pugnax, o maçarico-de-bico-direito, e o ganso-de-faces-brancas.